# Ланд-Хадельн
Ланд-Хадельн (нем. Land Hadeln) — союз общин в Германии, земля Нижняя Саксония, район Куксхафен. 
Население составляет 26869 человек (на 31 декабря 2019 года). Занимает площадь 406,57 км².

## Административное устройство
В союз общин Ланд-Хадельн входят следующие общины:
- Белум
- Бюлькау
- Ванна
- Вингст
- Илинворт
- Каденберге
- Нойенкирхен
- Нойхаус
- Нордледа
- Оберндорф
- Одисхайм
- Остербрух
- Оттерндорф
- Штайнау